# 哈里卡恩鎮區 (阿肯色州薩林縣)
哈里卡恩鎮區（英語：Hurricane Township）是位於美國阿肯色州薩林縣的一個行政鎮區。

## 地方資料
哈里卡恩鎮區的面積為38.22平方千米，當中陸地面積為38.21平方千米，而水域面積為0.01平方千米。根據2010年美國人口普查的數據，當地共有人口2601人，而人口密度為每平方千米68.05人。